# Војна катедрала Светог Николе
Војна катедрала Светог Николе (укр. Військовий Микільський собор, рус. Никольский военный собор) је била украјински верски објекат и једна од војних катедрала. Налазила се у Кијевској тврђави са погледом на реку Дњепар.

## Историјат
Пустињски манастир Светог Николе је изграђен 1696. године, а као катедрала је усвојен након успостављања Кијевске тврђаве у 19. веку. Пројектовао ју је Осип Старцев по налогу и у трошку Ивана Мазепе са циљем да служи као главна црква испосница Светог Николе која се традиционално повезује са Асколдовим гробом. Унутрашњост манастира није био живописан, али је био познат по свом седмослојном резбареном позлаћеном иконостасу у барокном стилу који је наручио Мазепа. Самостојећи звоник удаљен од катедрале је завршен средином 18. века. Руска императорка војска је постала покровитељ манастира 1831. године када је претворен у војну катедралу, где су се чувале војне мошти и служене молитве поводом победа. Топови су постављени у близини катедрале на узвишеним местима и представљали су почетак војног удружења. Василиј Костјантинович Липкивски је 9. маја 1919. у катедрали обавио прву службу на украјинском језику. Године 1934. су бољшевици уништили катедралу тако што су прво срушили куполе, затим је дигнули у ваздух, а преостале рушевине су демонтирали. На том месту су основали Палату пионира 1962—1965. Сада се богослужења врше на отвореном у близини места где је некада био манастир. У јуну 2009. се украјински председник Виктор Јушченко заложио за враћање катедрале у првобитни облик и наложио Кабинету министара, заједно са Кијевском градском државном управом, да разради и достави предлоге за рестаурацију изгубљеног историјско–архитектонског споменика и комплекса Војне катедрале Светог Николе који је имао историјску и културну вредност у року од два месеца.

## Галерија
- Манастир Светог Николе крајем 18. века
- Војна катедрала Светог Николе 1918. године
- Војна катедрала Светог Николе 1917. године
- Трпезарија манастира Светог Николе
- Рушење Војне катедрале Светог Николе 1934. године